# So You Think You Can Dance Canada
So You Think You Can Dance Canada – program rozrywkowy, emitowany od 11 września 2008 roku przez telewizję CTV. Audycja produkowana jest na licencji amerykańskiego formatu So You Think You Can Dance.

## Edycje

### 1 edycja
Premiera ukazała się 11 września 2008 roku na począwszy od przesłuchań w Toronto. Pierwszy w historii zwyciężył Nicolas „Nico” Archambault.

#### Jury
- Jean-Marc Généreux
- Tré Armstrong
- Blake McGrath
- Luther Brown

#### Prowadzący
- Leah Miller

#### Castingi
- 7 kwietnia – Vancouver w Centrum Sztuki
- 5 maja – Halifax, Nova Scotia – Cunard Centrum
- 12 maja – Calgary, Alberta – Conference & Event Centre MacEwan
- 27 maja – Montreal, Quebec – Théâtre Saint-Denis – 700 przesłuchany
- 8 czerwca – Toronto, Ontario – Metro Toronto Convention Centre – ok. 1000 przesłuchaniu

#### 20 Finalistów

##### Mężczyźni
| Finaliści          | Wiek | Miejscowość                       | Styl tańca          | Miejsce   |
| ------------------ | ---- | --------------------------------- | ------------------- | --------- |
| Nico Archambault   | 23   | Montreal, Quebec                  | Współczesny/Hip-hop | ZWYCIĘZCA |
| Miles Faber        | 21   | Calgary, Alberta                  | B-boy/Pop           | 3         |
| Izaak Smith        | 19   | Prince George, Kolumbia Brytyjska | Współczesny/Hip-hop | 5         |
| Vincent Noiseux    | 22   | Saint-Jean-sur-Richelieu, Quebec  | Współczesny/Hip-hop | 6         |
| Danny Arbour       | 26   | Montreal, Quebec                  | Balet/Latynowski    | 7         |
| Francis Lafrenière | 28   | St. Bruno, Quebec                 | Balet               | 8         |
| Jesse Catibog      | 29   | Toronto, Ontario                  | B-boy               | 9         |
| Joey Matt          | 19   | Calgary, Alberta                  | Współczesny         | 10        |
| Dario Milard       | 19   | Saint-Hubert, Quebec              | Współczesny         | 11        |
| Kevin Mylrea       | 22   | Westbank, Kolumbia Brytyjska      | Współczesny         | 12        |

##### Kobiety
| Finaliści            | Wiek | Miejscowość                      | Styl tańca               | Miejsce |
| -------------------- | ---- | -------------------------------- | ------------------------ | ------- |
| Allie Bertram        | 18   | Calgary, Alberta                 | Balet                    | 2       |
| Natalli Reznik       | 28   | Toronto, Ontario                 | Latynowski               | 4       |
| Lisa Auguste         | 27   | Toronto, Ontario                 | Hip-hop                  | 5       |
| Arassay Reyes        | 21   | South Surrey, Kolumbia Brytyjska | Współczesny / Latynowski | 6       |
| Kaitlyn Fitzgerald   | 18   | Loretto, Ontario                 | Współczesny              | 7       |
| Lara Smythe          | 25   | Toronto, Ontario                 | Współczesny              | 8       |
| Caroline Torti       | 23   | Oakville, Ontario                | Współczesny              | 9       |
| Tamina Pollack-Paris | 19   | Toronto, Ontario                 | Hip-hop                  | 10      |
| Romina D’Ugo         | 22   | Toronto, Ontario                 | Salsa                    | 11      |
| Bre Wong             | 25   | Ajax, Ontario                    | Współczesny              | 12      |

### 2 edycja
Premiera ukazała się 11 kwietnia 2009 roku. Zwyciężyła Tara-Jean Popowich. Zwycięzca wygrywa 100 000 $.

#### Castingi
- Vancouver, Kolumbia Brytyjska, The Centre in Vancouver for Performing Arts,
- Edmonton, Alberta, Winspear Centre
- Saint John, Nowy Brunszwik, Imperial Theatre
- Toronto, Ontario, Metro Toronto Convention Centre
- Montreal, Quebec, Théâtre Saint-Denis

#### Jury
- Jean-Marc Généreux
- Tré Armstrong
- Blake McGrath
- Luther Brown

#### Prowadzący
- Leah Miller

#### 20 finalistów

##### Mężczyźni
| Finaliści          | Wiek | Miejscowość                   | Styl tańca        | Miejsce |
| ------------------ | ---- | ----------------------------- | ----------------- | ------- |
| Vincent Desjardins | 20   | Trois-Rivieres, Quebec        | Balet             | 2       |
| Everett Smith      | 25   | Glen Morris, Ontario          | Tap               | 4       |
| Emanuel Sandhu     | 28   | Vancouver, Kolumbia Brytyjska | Współczesny/Balet | 5       |
| Cody Bonnell       | 19   | Unionville, Ontario           | Hip-hop           | 6       |
| Austin Di lulio    | 19   | Mississauga, Ontario          | Współczesny       | 7       |
| Daniel Dory        | 23   | Montreal, Quebec              | Hip-hop/House     | 8       |
| Danny Lawn         | 21   | Brockville, Ontario           | Współczesny       | 9       |
| Nicolas Bégin      | 24   | Quebec City, Quebec           | B-boy/Hip-Hop     | 10      |
| Anthony Grafton    | 24   | Calgary, Alberta              | Balet             | 11      |
| Taylor James       | 22   | Vancouver, Kolumbia Brytyjska | Współczesny       | 12      |

##### Kobiety
| Finaliści          | Wiek | Miejscowość            | Styl tańca        | Miejsce   |
| ------------------ | ---- | ---------------------- | ----------------- | --------- |
| Tara-Jean Popowich | 20   | Lethbridge, Alberta    | Współczesny       | Zwycięzca |
| Jayme Rae Dailey   | 21   | Montreal, Quebec       | Współczesny       | 3rd Place |
| Melanie Mah        | 19   | Richmond Hill, Ontario | Współczesny       | 5         |
| Kim Gingras        | 23   | Montreal, Quebec       | Hip-hop           | 6         |
| Amy Gardner        | 21   | Calgary, Alberta       | Współczesny       | 7         |
| Corynne Barron     | 18   | Edmonton, Alberta      | Współczesny/Balet | 8         |
| Natalie Lyons      | 23   | Halifax, Nowa Szkocja  | Hip-hop           | 9         |
| Jenna Lynn Higgins | 18   | Ajax, Ontario          | Jazz              | 10        |
| Melanie Buttarazzi | 22   | Woodbridge, Ontario    | Latynowski/Balet  | 11        |
| Tatiana Parker     | 21   | Toronto, Ontario       | Hip-hop           | 12        |

### 3 edycja
Podczas finału 2 edycji ogłoszone zostało przez Leah Miller, że 3 sezonu odbędzie się.

#### Castingi
- Montreal,
- Vancouver,
- Calgary
- Halifax